# Foto-oxidação
Foto-oxidação é a degradação de uma superfície de polímero, na presença de oxigênio ou ozônio. O efeito é facilitado por energia radiante tais como raios UV ou luz artificial. Este processo é o fator mais significativo nas intempéries de polímeros. Foto-oxidação é uma alteração química que reduz o peso molecular do polímero. Como consequência desta alteração o material torna-se mais frágil, com uma redução na sua resistência à tração, impacto e alongamento. Descoloração e perda de suavidade da superfície acompanham a foto-oxidação. Alta temperatura e concentrações de tensões localizadas são fatores que aumentam significativamente o efeito de foto-oxidação.

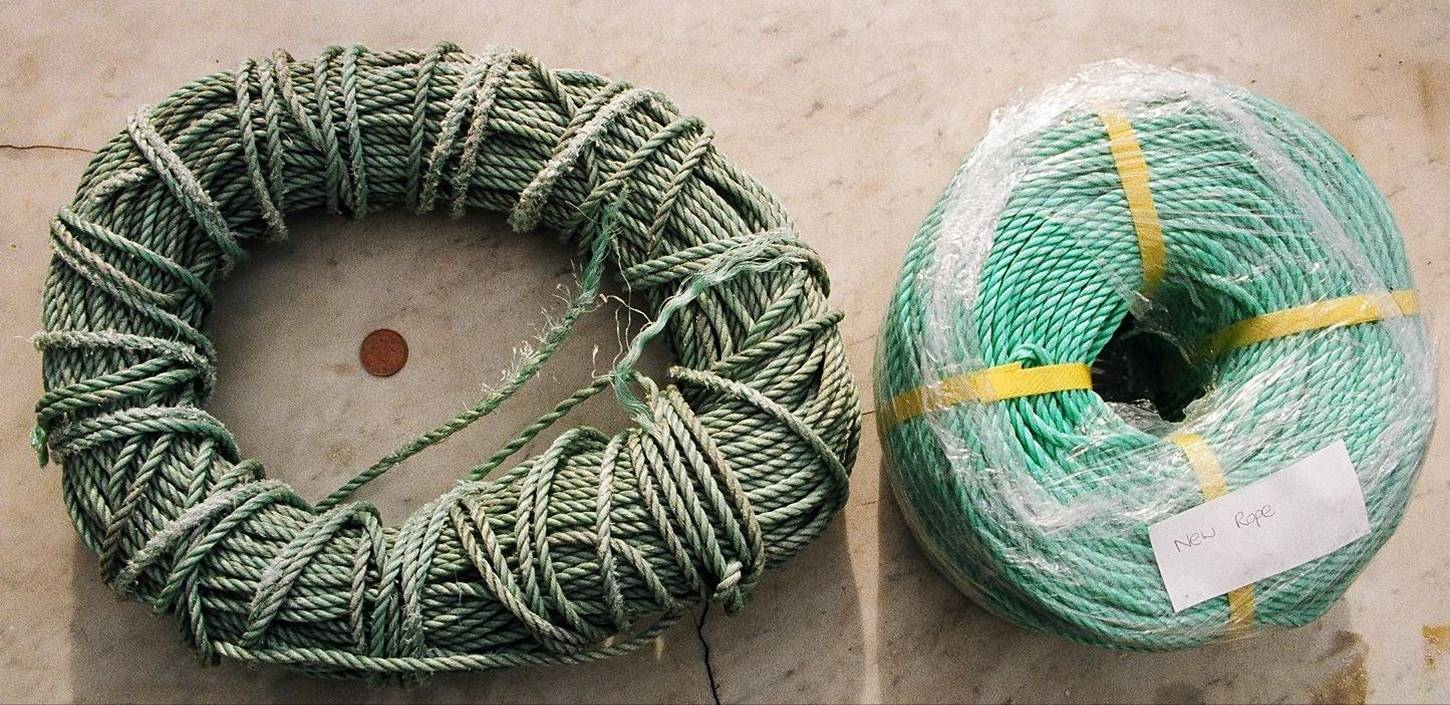
Efeito de exposição ao UV em corda de polipropileno.

## Proteção da foto-oxidação
Poli(etileno-naftalato) (PEN)  pode ser protegido através da aplicação de um revestimento de óxido de zinco, que atua como película protetora reduzindo a difusão do oxigênio. O óxido de zinco pode também ser utilizado em policarbonato (PC) para diminuir a oxidação e a taxa de foto-amarelamento causados pela radiação solar.

### Efeitos de corantes e/ou pigmentos
A adição de pigmentos absorventes de luz e absorvedores de UV (fotoestabilizadores) é uma maneira de minimizar o foto-oxidação em polímeros. Os antioxidantes são utilizados para inibir a formação de hidroperóxidos no processo de foto-oxidação.
Corantes e pigmentos são usados em materiais de polímeros para fornecer propriedades de mudança de cor. Esses aditivos podem reduzir a taxa de degradação dos polímeros. Corantes de ftalocianina de cobre podem ajudar a estabilizar contra a degradação, mas em outras situações, tais como o envelhecimento fotoquímico podem efetivamente acelerar a degradação (atuam como catalisadores). A Cu-ftalocianina ( Cu-Ph ) excitada podem subtrair átomos de hidrogênio a partir de grupos metil nos polímeros PC, o que aumenta a formação de radicais livres. Esse atua como ponto de partida para as reações de foto-oxidação sequenciais que conduzem à degradação dos polímeros PC.
A sensibilização a transferência de elétrons é um mecanismo onde os elétrons excitados subtraídos pela Cu-ftalocianina do PC para formar radicais ânion Cu-Ph e radicias cátions PC. Estas espécies em presença de oxigênio podem provocar a oxidação do anel aromático.

## Mecanismo químico
Aldeídos, cetonas e ácidos carboxílicos ao longo ou no final das cadeias de polímero são gerados por espécies oxigenadas na fotólise da foto-oxidação. O desencadear de reações de foto-oxidação é devido à existência de grupos cromóforos nas macromoléculas. A foto-oxidação pode ocorrer simultaneamente com a degradação térmica e cada um destes efeitos podem acelerar o outro.
As reações de foto-oxidação incluem cisão da cadeia, reticulação e reações oxidativas secundárias. Os seguintes passos do processo podem ser considerados:
1. Etapa inicial: radicais livres são formados por absorção de fótons.
2. Etapa da propagação em cadeia: Os radicias livres reagem com o oxigênio para produzir um polímero com radical peróxido (POO•). Esse reage com uma molécula de polímero para gerar um polímero hidroperóxido (POOH) e um novo radical alquil-polímero (P•).
3. Ramificação em cadeia: Polímero com radicais oxi (PO•) e  radicais hidroxilo (HO•) são formados por fotólise.
4. Passo de terminação: a reticulação é resultado da reação de radicais livres diferentes uns com os outros.